# François Levaillant
François Levaillant (a veces escrito Le Vaillant) (22 de noviembre de 1753-1824) fue un explorador, coleccionista de animales y ornitólogo francés.

## Biografía

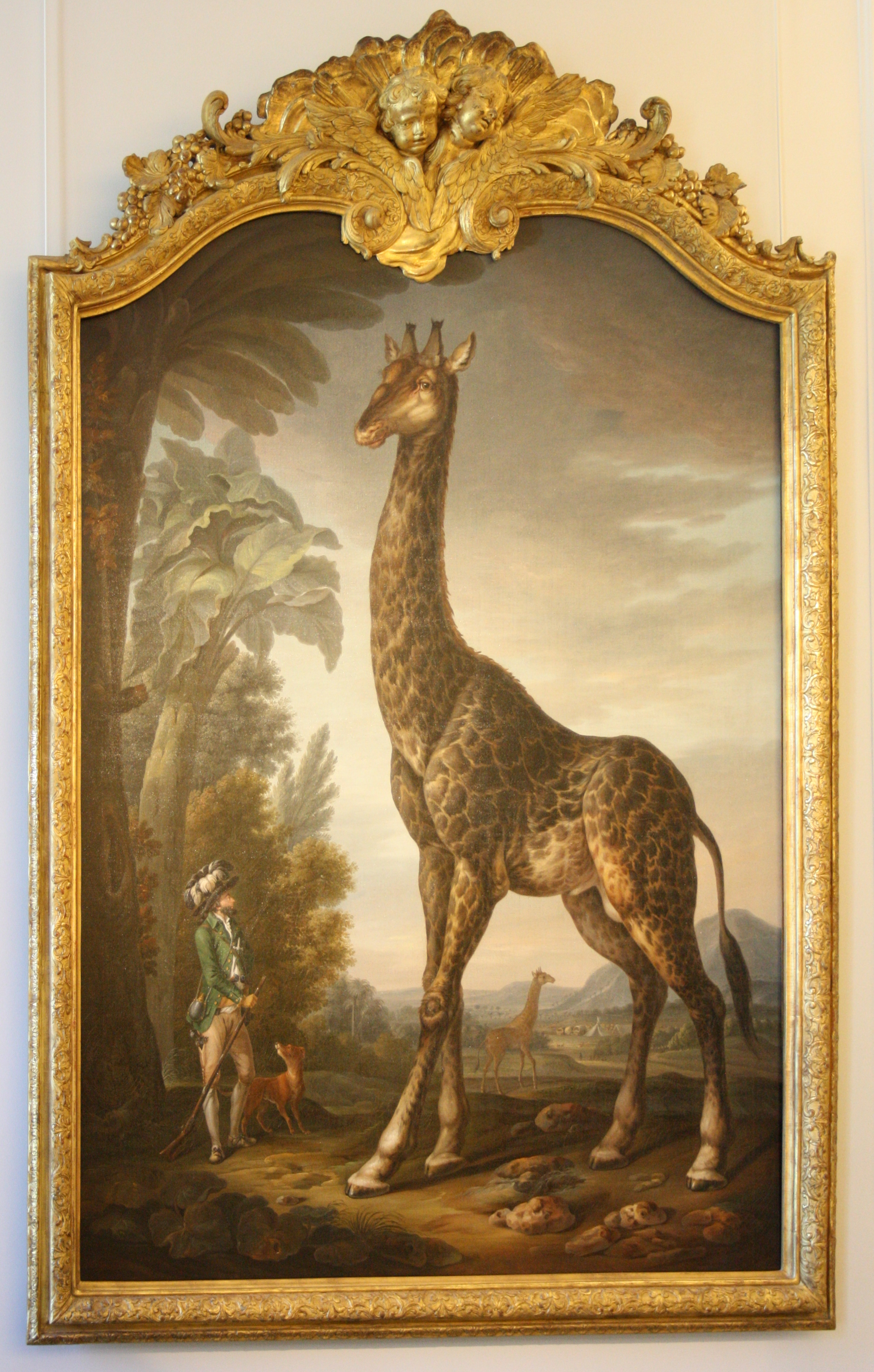
La Girafe de Levaillant, anónimo, escuela francesa de finales del siglo XVIII y principios del XIX, óleo sobre lienzo conservado en el Jardin des Plantes, París

Le Vaillant nació en Paramaribo, capital de la entonces Guayana Neerlandesa, actual Surinam, donde su padre ejercía de cónsul. Desde pequeño se aficionó a la naturaleza y disecaba animales. En 1763, cuando su padre volvió a Europa, estudió historia natural en Alemania y en Metz. Jean-Baptiste Bécœur, propietario de una de las mayores colecciones de aves de la época, le enseñó su método de conservación de aves. A partir de 1777 y hasta 1980 residió en París, donde estudió ornitología, en particular gracias a la colección de Pierre Jean Claude Mauduyt de la Varenne. 
En 1780, viajó a los Países Bajos, donde conoció a Jacob Temminck, entonces tesorero de la Compañía Neerlandesa de las Indias Orientales y en 1781 fue enviado por esta compañía a la Provincia del Cabo, en Sudáfrica, donde estaría recogiendo especímenes hasta 1785. Estando allí hizo dos viajes, uno hacia el este desde el Cabo y otro al norte del río Orange, en la zona del Gran Namaqualand. Quedó impresionado al ver una jirafa, animal del que trajo una piel a Europa. 
Como consecuencia de estas expediciones se enviaron más de dos mil pieles de aves a Jacob Temminck, que había financiado la expedición, y fueron examinadas por su hijo Coenraad Jacob Temminck e incluidas posteriormente en la colección del museo de Leiden.
A su regreso publicó Voyage dans l'intérieur de l'Afrique (1790, 2 vols.) y Second voyage dans l'intérieur de l'Afrique (1796, 3 vols.), los cuales fueron traducidos a distintas lenguas. También escribió Histoire naturelle des oiseaux d'Afrique (1796-1808, 6 vols.) con dibujos de Jacques Barraband, Histoire naturelle des oiseaux de paradis (1801-06), Histoire naturelle des cotingas et des todiers (1804) e Histoire naturelle des calaos (1804).
Le Vaillant murió en la pobreza en La Noue, cerca de Sézanne.

## En la Ciencia
Le Vaillant se opuso a la nomenclatura sistemática propuesta por Carlos Linneo y únicamente dio nombres en francés a las especies que descubrió. Algunos de ellos todavía se usan de forma común en francés, como el de bateleur para el águila volatinera Terathopius ecaudatus. Otros naturalistas dieron nombres binomiales a sus descubrimientos, algunos de los cuales recuerdan a Le Vaillant en sus nombres, como el críalo listado Clamator levaillantii, el francolin alirrojo Scleroptila levaillantii, el barbudo crestado  Trachyphonus vaillantii y el pito real bereber Picus vaillantii. Uno de sus méritos principales es haber llamado la atención de los ornitólogos hacia la fauna de Sudáfrica, hasta entonces casi desconocida.

## Obras principales
- Voyage de M. Le Vaillant dans l'Intérieur de l'Afrique par Le Cap de Bonne Espérance, dans Les années 1783, 84 & 85. Paris Leroy, 1790, 2 volúmenes.
- Second voyage dans l'intérieur de l'Afrique, par le Cap de Bonne-Espérance, dans les années 1783, 84 et 85. Paris H.J. Jansen et Comp., An III (1795), 3 volúmenes: vol. 1, vol. 2, vol. 3.
- Histoire naturelle d'une partie d'oiseaux nouveaux et rares de l'Amérique et des Indes : ouvrage destiné par l'auteur à faire partie de son ornithologie d'Afrique. París 1801. 1. vol.
- Histoire naturelle des perroquets, París Levrault, Schoell & Cie, An IX-XII (1801-1805), 2 volúmenes: vol. 1, vol. 2.
- Histoire naturelle des oiseaux de paradis et des rolliers, suivie de celles des toucans et des barbus, Paris, Denné le jeune & Perlet, (1801-1806), 2 volumes.
- Histoire naturelle des promérops et des guépiers (et des couroucous et touracous, faisant suite à celle des oiseaux de paradis), Paris Levrault, (1806) 1807, (1816 ou 1818) 3 volumes.
- Histoire Naturelle des Oiseaux d'Afrique. Paris, Delachaussee, XIII-1805-1808. 6 volumes vol. 1 , vol. 2  vol. 4 , vol. 5 , vol. 6
- Partie Méridionale de l'Afrique depuis le Tropique du Capricorne jusqu'au Cap de Bonne Espérance contenant les Pays des Hottentots, des Cafres et de quelques autres Nations / dressée pour le Roi sur les observations de M. Le Vaillant par M. de Laborde, ancien premier valet de chambre du Roi, gouverneur du Louvre, l'un des Fermiers généraux de Sa Majesté